# Special Unit 2
Special Unit 2 est une série télévisée américaine en 19 épisodes de 45 minutes, créée par Evan Katz et diffusée entre le 11 avril 2001 et le 13 février 2002 sur le réseau UPN.
En France, la série a été diffusée entre le 2 avril 2003 et le 21 janvier 2004 sur TF6 et à partir du 11 février 2006 sur M6 et rediffusée sur W9 et Série Club, et en Suisse sur TSR2.

## Synopsis
Deux policiers travaillent avec un gnome dans une unité spéciale chargée de traquer les créatures surnaturelles qui hantent la ville de Chicago.

## Distribution

### Acteurs principaux
- Michael Landes (VF : Lionel Melet) : l'inspecteur Nicholas « Nick » O'Malley
- Alexondra Lee (VF : Marie-Martine Bisson) : l'inspecteur Kate Benson
- Richard Gant (VF : Marc Cassot) : le capitaine Richard Page
- Danny Woodburn (VF : Bernard Soufflet) : Carl « le gnome »
- Jonathan Togo (VF : Alexis Tomassian) : Jonathan

### Acteurs récurrents et invités
- Sean Whalen (VF : Sébastien Desjours) : Sean Radmon
- Pauley Perrette (VF : Anne Dolan) : Alice Kramer

 Source et légende : version française (VF) sur RS Doublage

## Épisodes

### Première saison (2001)
1. Les Gargouilles (The Brothers)
2. Le Loup-garou (The Pack)
3. La Momie (The Wraps)
4. Toiles d'araignées (The Web)
5. Mauvaises graisses (The Waste)
6. Le Triton (The Depths)

### Deuxième saison (2001-2002)
1. Le Marchand de sable (The Grain)
2. Le Caméléon (The Skin)
3. Fontaine de jouvence (The Years)
4. Le Tueur invisible (The Invisible)
5. Le Roi des chaînons (The Eve)
6. Corps de pierre (The Rocks)
7. Le Dragon (The Drag)
8. L'Ogre (The Beast)
9. Le Mur (The Wall)
10. L'Épouvantail (The Straw)
11. Le Chérubin (The Love)
12. Le Joueur de flûte (The Piper)
13. Le Génie du mal (The Wish)

## DVD
- États-Unis :

- Special Unit 2 The Complete Series (Coffret Keep Case 3 DVD-5) sorti le 6 octobre 2017 édité et distribué par Visual Entertainment Inc. (VEI). Le ratio écran est en 1.33:1 plein écran en version anglais sans sous-titres et sans suppléments.
L'intégralité des 19 épisodes dans leur montage initial est présente.